# Vringelirövarna (Tiveds socken, Västergötland, 651202-142906)
Vringelirövarna är en sjö i Laxå kommun i Västergötland och ingår i Motala ströms huvudavrinningsområde. Vringelirövarna ligger i Tivedens nationalpark (västra) Natura 2000-område. Sjöns area är 0,002 kvadratkilometer och den befinner sig 167 meter över havet.